# Ausstellungskünstler
Als Ausstellungskünstler bezeichnet der Kunsthistoriker Oskar Bätschmann den Typus des modernen bildenden Künstlers.
Der Ausstellungskünstler löst in der zweiten Hälfte des 18. Jahrhunderts den Typus des angestellten Hofkünstlers ab. Im Gegensatz zu diesem ist der Ausstellungskünstler nicht mehr von bestimmten adeligen, klerikalen oder patrizischen Auftraggebern und Mäzenen abhängig, sondern freier Produzent für ein anonymes Publikum, dem er auf öffentlichen Ausstellungen (zunächst in Salons und Akademien) seine Kunstwerke präsentiert.
In diesem Wandel spiegelt sich die folgenreichste Veränderung des Kunstbetriebs seit der Renaissance wider. Neben der Institutionalisierung von turnusmäßigen Ausstellungen und der Entstehung von Galerien als Agenturen eines freien Kunstmarkts gehörte eine publizierte professionelle Kunstkritik zu den wichtigsten Voraussetzungen dieses Modernisierungsprozesses im Kunstsystem.